# Brian Jones (aeronauta)
Brian Jones (27 de marzo de 1947, Bristol - ) es un piloto británico de aerostato que, junto al copiloto suizo Bertrand Piccard, batió el récord de permanencia en vuelo -19 días, 21 horas y 55 minutos- a bordo del globo Breitling Orbiter 3. La distancia recorrida fue de 46.759 kilómetros. En dicho vuelo el 21 de marzo de 1999 completaron la primera circunvalación al mundo en globo sin escalas al pasar por el meridiano 9 en Mauritania, al norte de África.El suizo Bertrand Piccard, nieto de Auguste Piccard, y el británico Brian Jones completaron la primera vuelta al mundo en globo sin escalas en marzo de 1999. El globo de aire caliente, el Breitling Orbiter III, despegó de Château d’Oex, en los Alpes suizos, y tomó tierra 20 días después en Egipto, tras recorrer 46.759 km.

Guiados por su centro de control en el aeropuerto de Ginebra, despegaron el día 1 de marzo de 1999 desde Chateau D´Oex Suiza y dirigiéndose hacia el este pasaron por el norte de África, Arabia, la India y el sur de China, y durante casi una semana con mucha suavidad sobre el océano Pacífico, se les acabó la calma cuando al llegar a los 7000 m de altura, en América Central ingresaron en una espiral de vientos. Felizmente todo volvió a la normalidad gracias a los meteorólogos que les aconsejaron descender 2 000 m para tomar corrientes favorables. Cruzaron el océano Atlántico con vientos de 145 km/h pasando por República Dominicana el 17 de marzo. Al anochecer del último día el Breitling Orbiter III volaba sobre Libia y Argelia, a una altura aproximada de 12.000 m, impulsado por vientos de 200 km/h utilizando las corrientes de vientos denominadas "Jet Stream". Cinco minutos antes de las seis (hora argentina) Jones y Piccard cruzaron el meridiano 9 sobre Mauritania y llegaron hasta Egipto. 
Aterrizaron en el desierto egipcio a 300 km al oeste de El Cairo, en el Oasis de Bawiti. Aunque tenían en sus planes la idea de tocar tierra cerca de la pirámide de Gizeh, no fue posible por los fuertes vientos. 
Brian Jones fue instructor de vuelo en la Real Fuerza Aérea (RAF) y ejerció como oficial instructor del British Balloon Airship Club, en Bristol, donde en la década del '80 tenía una empresa que proveía comidas a restaurantes.
- Datos: Q163023
- Multimedia: Brian Jones (aeronaut) / Q163023